# Eupithecia danielata
Eupithecia danielata är en fjärilsart som beskrevs av Schütze 1959. Eupithecia danielata ingår i släktet Eupithecia och familjen mätare. Inga underarter finns listade i Catalogue of Life.